# 八戸赤十字病院
八戸赤十字病院（はちのへせきじゅうじびょういん）は、青森県八戸市にある医療機関。日本赤十字社青森県支部が運営する病院である。

## 沿革
- 1943年（昭和18年）8月1日 - 日本赤十字社青森支部が旧八戸市立病院を譲受け、第50番目の赤十字病院として開院。
- 1968年（昭和43年）9月 - 新病院に移転し、開院。
- 1980年（昭和55年）4月 - 江南小学校併設の病弱学級「ひまわり学級」を開設。
- 1990年（平成2年）3月 - 新館を竣工。
- 2002年（平成14年）10月 - 八戸赤十字病院ホームページ開設
- 2006年（平成18年）1月 - 現在の病院が竣工。
- 2010年（平成22年）11月17日 - 売店跡にコンビニエンスストア「ファミリーマート」を開店[1]。
- 2013年（平成25年）1月　日本ＤＭＡＴ指定医療機関に指定。

## 診療科
- 消化器科
- 循環器科
- 呼吸器科
- 血液内科
- 精神科
- 神経内科
- 小児科
- 外科
- 心臓血管外科
- 呼吸器外科
- 脳神経外科
- 整形外科
- 皮膚科
- 泌尿器科
- 産婦人科
- 眼科
- 耳鼻咽喉科
- 放射線科
- 麻酔科
- 歯科・歯科口腔外科

## 医療機関の指定等
- 健康保険法指定保険医療機関
- 国民健康保険療養取扱機関
- 労働者災害補償保険法指定医療機関
- 生活保護法指定医療機関
- 身体障害者福祉法指定医療機関
- 結核予防法指定医療機関
- 原子爆弾被爆者一般疾病指定医療機関
- 養育医療指定医療機関
- 更生医療育成医療指定医療機関
- 特定疾患治療指定医療機関
- 小児慢性特定疾患治療研究事業委託契約医療機関
- 自動車損害賠償責任保険後遺症害認定病院
- 妊婦検診指定病院
- 乳児検診指定病院
- 救急告示病院
- 八戸市救急医療施設病院群輪番制病院
- 精神科救急医療指定病院（青森県）
- 医師臨床研修指定病院
- 歯科医師臨床研修指定病院
- DPC対象病院
- DMAT指定医療機関

## その他
- コンビニエンスストア「ファミリーマート八戸赤十字病院店」
  - コンビニATM「イーネット」（青森銀行管理）
- 食堂
- 自動販売機コーナー
- ATMコーナー
  - 岩手銀行根城支店八戸赤十字病院出張所
  - 青い森信用金庫根城支店（旧：八戸信金店）八戸赤十字病院出張所

## 交通アクセス
- 八戸駅東口バスプール（1番のりば）より、南部バス・八戸市営バス：日赤病院・田面木経由のバスで「日赤病院」バス停下車。
  - 注：ただし、南部バスの日赤病院構内乗り入れは平日日中（一部を除く）のみで、平日の朝夕と土日祝については「日赤入口」バス停にて下車、徒歩。

また、平日に限り軽米高速線（八戸駅 - 軽米町間）の高速バスも乗入れている。